# Hassan Johnson
Hassan Iniko Johnson (Staten Island, 3 ottobre 1977) è un attore statunitense conosciuto principalmente per aver doppiato "Stretch", uno degli antagonisti principali del videogioco Grand Theft Auto 5 e per aver interpretato il ruolo di "Wee-Bey" nella serie televisiva The Wire.

## Carriera
Esordisce con Spike Lee nel film Clockers, dove interpreta "Skills", uno spacciatore di crack, dall'esordio iniziano una serie di esperienze in campo televisivo e cinematografico, tra le più importanti L'ombra del diavolo, Paid in Full, Brooklyn's Finest e The Wire.

## Filmografia parziale

### Cinema
- Clockers, regia di Spike Lee (1995)
- L'ombra del diavolo (The Devil's Own), regia di Alan J. Pakula (1997)
- Belly, regia di Hype Williams (1998)
- In Too Deep, regia di Michael Rymer (1999)
- Black & White, regia di James Toback (1999)
- Brooklyn's Finest, regia di Antoine Fuqua (2009)
- A Talent for Trouble, regia di Marvis Johnson (2018)
- Ladies Love Leo Littles: A Lesson in Chivalry, regia di Sean Murdock (2018)
- Blood Brother, regia di John Pogue (2018)
- Standing Up, Falling Down, regia di Matt Ratner (2019)
- Me, regia di Kid Art (2019) - cortometraggio
- Lethal Procedures, regia di Jahmar Hill (2020)
- Equal Standard, regia di Brendan Kyle Cochrane (2020)

### Televisione
- New York Undercover - serie TV, 2 episodi (1995-1996)
- NYPD - New York Police Department (NYPD Blue) - serie TV, episodio 8x02 (2001)
- Law & Order - Unità vittime speciali (Law & Order: Special Victims Unit) - serie TV, 2 episodi (2001-2008)
- Law & Order - I due volti della giustizia (Law & Order) - serie TV, 2 episodi (2002-2004)
- The Wire - serie TV, 19 episodi (2002-2008)
- E.R. - Medici in prima linea (ER) - serie TV, 7 episodi (2005-2007)
- Rescue Me - serie TV, episodio 3x05 (2006)
- Entourage - serie TV, episodio 3x10 (2006)
- Numb3rs - serie TV, episodio 3x15 (2007)
- Dark Blue - serie TV, episodio 1x05 (2009)
- Cold Case - Delitti irrisolti (Cold Case) - serie TV, episodio 7x22 (2010)
- Dead Man's Trigger - serie TV, episodio 1x01 (2012)
- The Good Wife - serie TV, episodio 4x05 (2012)
- The Blacklist - serie TV, episodio 1x16 (2014)
- Blue Bloods - serie TV, episodio 6x21 (2016)
- The Breaks - serie TV, 3 episodi (2017)
- Trappin' - serie TV, episodio 1x01 (2018)
- The Last O.G. - serie TV, 2 episodi (2019-2020)
- Tales - serie TV, episodio 2x04 (2020)
- For Life - serie TV, 9 episodi (2020)
- Flatbush Misdemeanors - serie TV, 9 episodi (2021)
- Better Than My Last - telefilm, regia di Shawn Baker (2021)

## Doppiatori italiani
Nelle versioni in italiano delle opere in cui ha recitato, Hassan Johnson è stato doppiato da:
- Roberto Draghetti in E.R. - Medici in prima linea, Cold Case - Delitti irrisolti
- Franco Mannella in The Wire
- Stefano Mondini in Brooklyn's Finest
- Roberto Certomà in Blue Bloods